# Don't Let Daddy Kiss Me
«Don't Let Daddy Kiss Me» es una canción de la banda inglesa de heavy metal Motörhead. Fue escrita por Lemmy Kilmister y editada como sencillo en 1993. La canción habla sobre el abuso infantil y es una de las favoritas de Lemmy.

## Contenido del sencillo
1. «Don't Let Daddy Kiss Me» (Lemmy)
2. «Born to Raise Hell» (Lemmy)
3. «Death or Glory» (Lemmy, Würzel, Phil Campbell, Mikkey Dee)

## Personnel
- Würzel - Guitarra
- Phil Campbell - Guitarra
- Lemmy - Bajo, letras
- Mikkey Dee - batería